# Elizabeth Hanson
Elizabeth Meader Hanson (geboren 1684; gestorben 1737) war eine neuenglische Quäkerin, die im Sommer 1724 von Indianern gefangen genommen wurde. Ihr Erlebnisbericht über ihre Zeit in indianischer Gefangenschaft (captivity narrative) erschien 1728 und wurde im 18. Jahrhundert in Amerika wie in England mehrfach nachgedruckt.

## God’s Mercy Surmounting Man’s Cruelty
Hanson siedelte mit ihrer Familie in Dover in New Hampshire und erwartete ihr sechstes Kind, als der Ort 1724 Opfer eines der zahlreichen indianischen Beutezüge wurde, unter denen die englischen Siedlungen an der Frontier auch in den Friedensjahren nach dem Queen Anne’s War zu leiden hatten. Bei dem Überfall wurden zwei ihrer fünf Kinder getötet, sie selbst wurde gemeinsam mit ihrem sechsjährigen Sohn, ihren zwei überlebenden Töchtern Sarah und Elizabeth und ihrer Magd gefangen genommen und in die französische Kolonie Kanada entführt. Die Magd und ihre Töchter wurden bald von ihr getrennt; das sechste Kind gebar sie mit Hilfe indianischer Frauen. Nach einigen Monaten wurde sie mit ihren beiden verbliebenen Kindern von einem mitfühlenden Franzosen freigekauft und kehrte nach Dover zurück. Ihrem Mann John gelang nach einiger Zeit auch die Befreiung der Tochter Sarah gegen Zahlung eines Lösegelds.
1728 erschien in Philadelphia eine Schilderung der entbehrungsreichen Monate Hansons als Geisel unter dem Titel God’s Mercy Surmounting Man’s Cruelty („Gottes Gnade siegt über die Grausamkeit des Menschen“). Da Hanson selbst Analphabetin war, wurde die nur vierzigseitige Schrift von Dritten niedergeschrieben, wird aber aus der Ich-Perspektive erzählt; das gegenseitige Redigieren von erbaulichen Texten wie Glaubenszeugnissen war in Quäkerkreisen ohnehin die Regel. Abweichungen von der amerikanischen Erstausgabe finden sich in der erstmals 1760 gedruckten englischen Ausgabe, herausgegeben von Samuel Bownas, einem bekannten Quäkerprediger. Bownas überarbeitete das recht lapidar gehaltenen Werk, um es an die zeitgenössischen Stilerfordernisse heranzuführen. 
Wenn Hansons captivity narrative auch unbekannter ist als die von Mary Rowlandson oder Mary Jemison, so hat sie doch in jüngster Zeit von Historikern und Literaturwissenschaftlern einige Beachtung erfahren. Besonders unter mentalitätsgeschichtlichen Aspekten erscheint die Schrift interessant, da Hanson anders als die Autorinnen (seltener Autoren) der meisten captivity narratives keine Puritanerin war. Zwar verwendet Hanson wie diese im Allgemeinen ähnliche Tropen, doch besonders in der sehr persönlichen Glaubensbeziehung, aus der heraus Hanson ihre Erfahrungen deutet, wird ihre quäkerische Prägung deutlich.